# سد گهیان
سد گهیان (به لاتین: Geheyan Dam) یک سد و منطقهٔ مسکونی در چین است که در Changyang Tujia Autonomous County, Hubei Province واقع شده‌است.